# تشارلز فوستر جونسون
تشارلز فوستر جونسون (بالإنجليزية: Charles Foster Johnson)‏ هو صحفي أمريكي، ولد في 13 أبريل 1953.

## وصلات خارجية
- الموقع الرسمي
- تشارلز فوستر جونسون على موقع ميوزك برينز (الإنجليزية)
- تشارلز فوستر جونسون على موقع ميوزك برينز (الإنجليزية)
- تشارلز فوستر جونسون على موقع إن إن دي بي (الإنجليزية)
- تشارلز فوستر جونسون على موقع ديسكوغز (الإنجليزية)